# سید شهاب‌الدین مرعشی نجفی
سیّد شهاب‌الدّین مرعشی نجفی (زاده ۳۱ تیر ۱۲۷۶ در نجف – درگذشته ۷ شهریور ۱۳۶۹ در قم) فقیه و مرجع تقلید شیعه اهل ایران بود. وی کتابخانه‌ای را از خود در قم به جا گذاشته‌است. او شوهر خاله محمد فاضل لنکرانی از مراجع تقلید قم بود.

## زندگی
او در سال ۱۳۱۵ (قمری) در نجف به دنیا آمد. پدرش سید شمس الدین محمود مرعشی از فقهای دوران خود بود. وی از نسل نواب میرزا سیدعلی فرزند علاءالدین سید حسین معروف به خلیفه سلطان است. سید شهاب الدین پس از فراگیری مقدمات علوم اسلامی، در نجف، در درس خارج فقه و اصول آقا ضیاء عراقی، احمد کاشف الغطا و میرزا حسین فقیه سبزواری شرکت کرد و در مشهد ازشیخ عبدالکریم حائری یزدی فقه و اصول را فرا گرفت و به درجه اجتهاد نائل گردید.
او در طول زندگی با سید محمدتقی غضنفری خوانساری جلسات دینی داشت.

## اجازات اجتهاد و روایی
او در ۲۷ سالگی به درجه اجتهاد نایل آمد. مرعشی نجفی در نجف، کاظمین، کربلا، سامرا، قم، تهران و کرمانشاه تحصیل کرد و در درس استادانی چون میرزا ابوالحسن طباطبائی بروجردی، میرزا حسین فقیه سبزواری، مرتضی طالقانی، عبدالکریم حائری یزدی، میرزا حسین علوی سبزواری، سید محمدعلی شهرستانی و محمدعلی شاه آبادی و سید محمد کاظم موسوی آهوقلندری خرم‌آبادی حضور یافت. مراجع تقلید که به او اجازه اجتهاد دادند عبارتند از: آقا ضیاء عراقی، سید ابوالحسن اصفهانی، شیخ عبدالکریم حایری یزدی و حسن علامی کرمانشاهی (از شاگردان آخوند خراسانی).

## مشایخ روایی

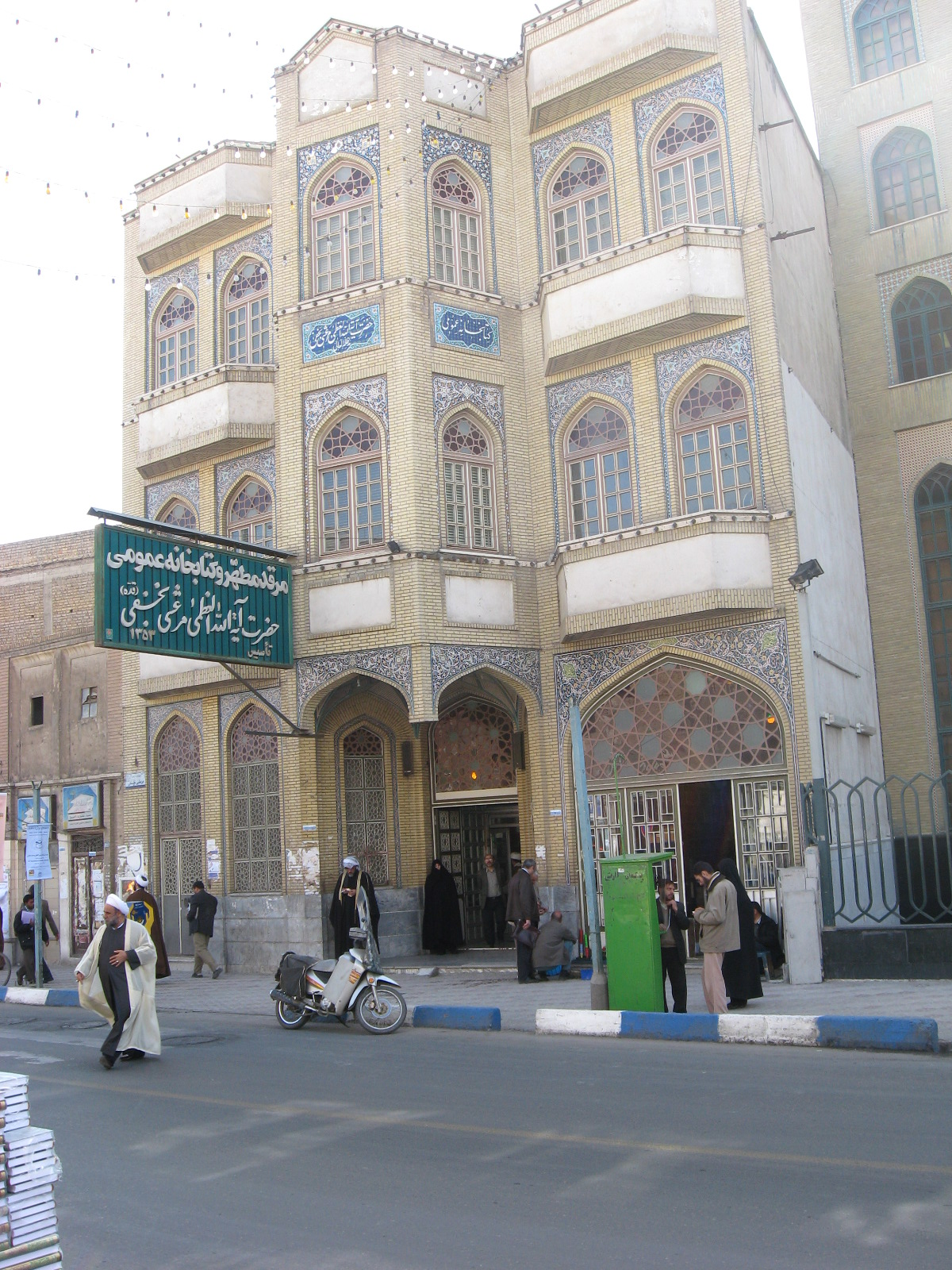
کتابخانه آیت‌الله مرعشی نجفی در خیابان ارم قم

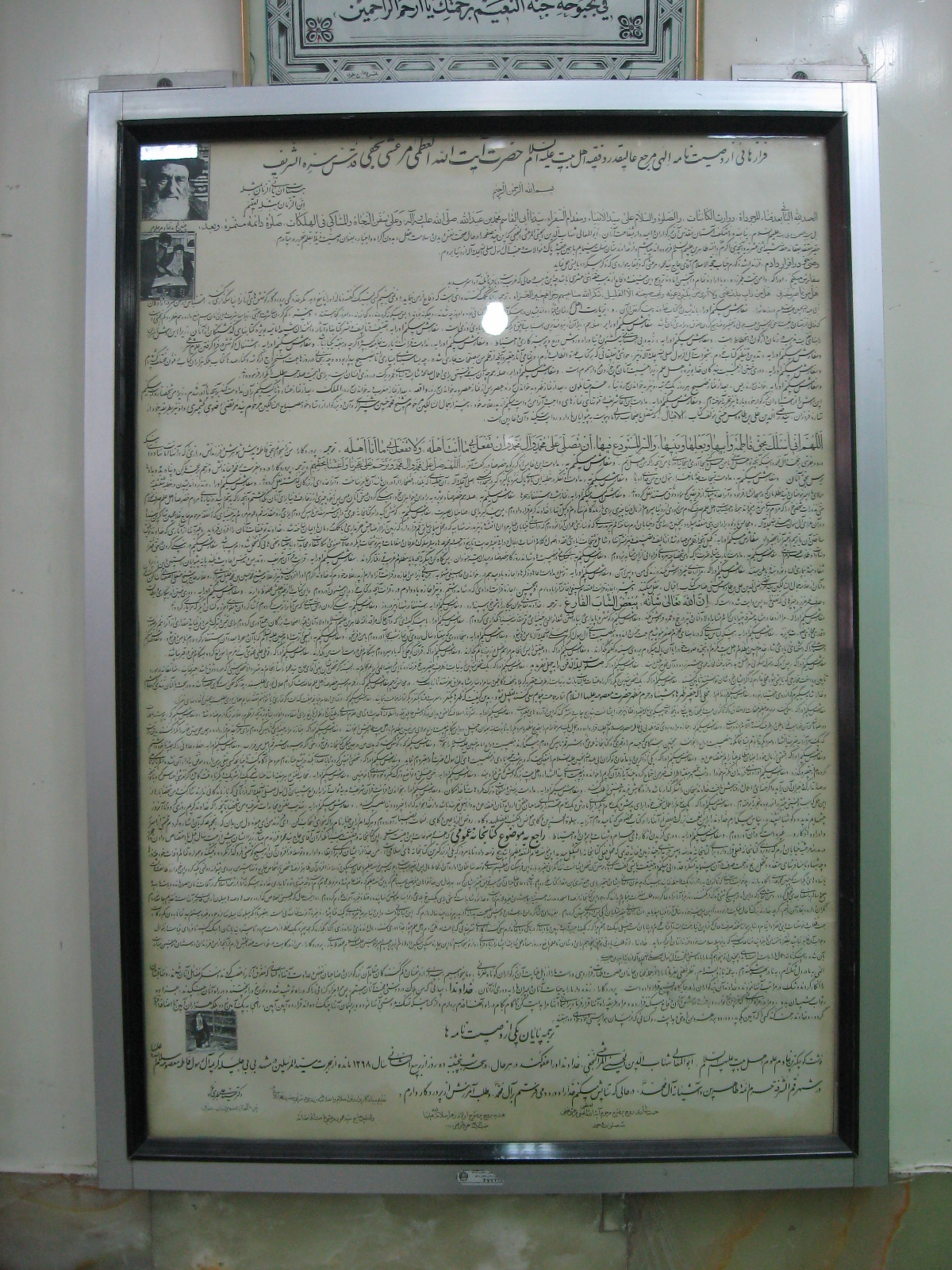
فرازهایی از وصیت‌نامه مرعشی در ورودی کتابخانه

وی دارای حدود ۴۰۰ شیخ روایی است که محمد حسین کاشف الغطا؛ سید محسن حکیم؛ موسی بن جعفر کرمانشاهی، سید محمدعلی شهرستانی،سید ابوالحسن اصفهانی؛ شیخ عباس قمی و یحیی حمیدالدین و علامه ادیب سید محمد کاظم موسوی آهوقلندری خرم‌آبادی از آن‌ها هستند.

## برخی فعالیت‌ها
تأسیس مدارس علمیه یکی از فعالیت‌های وی بوده که مدرسه مهدیه، مدرسه شهابیه از جمله آنهاست.
مرعشی نجفی هرگز نتوانست به زیارت کعبه برود زیرا به گفته خودش استطاعت و تمکن مالی سفر حج را نداشته‌است چون درآمد خود را صرف خرید کتاب می‌کرد.

## کتابخانه
کتابخانه آیت‌الله مرعشی نجفی از بزرگ‌ترین کتابخانه‌های کشور و در ردیف کتابخانه مجلس شورای اسلامی و کتابخانه آستان قدس رضوی است. این کتابخانه هم‌اکنون بیش از ۲۵۰۰۰۰ جلد کتاب چاپی و ۲۵۰۰۰ جلد کتاب خطی دارد. او در طول عمرش بیش از یکصد و چهل و هشت کتاب رساله و مقاله به رشته تحریر درآورد که شمار بسیاری از آن‌ها هنوز به چاپ نرسیده‌اند.

## دیدگاه‌های سیاسی
مرعشی نجفی قبل از انقلاب بارها به اقدامات محمدرضا شاه مخالفت می‌ورزید. بعد از انقلاب نیز در قضایای سیاسی از جمله کشته شدن شهدای محراب
، به روح‌الله خمینی تلگراف می‌زد. البته اکبر هاشمی رفسنجانی معتقد بود وی در انتخابات ریاست‌جمهوری ۱۳۶۴ در کنار سید محمدکاظم شریعتمداری و سید صادق روحانی یکی از سه مرجع تقلیدی بود که از شرکت در انتخابات خودداری کرد. دلیل این اقدام در رسانه‌های بین‌المللی آن زمان اعتراض به رد صلاحیت مهدی بازرگان برای شرکت در انتخابات اعلام شده‌بود. در حالی که سید محمود مرعشی نجفی (فرزند مرعشی) این ادعا را به دور از حقیقت می‌داند.

## فرزندان
سید شهاب الدین مرعشی نجفی دارای فرزند پسر و چهار فرزند دختر است.
فرزندان پسر وی:
1. سید محمود مرعشی نجفی که ریاست کتابخانه پدر را در ۲۵ سال اخیر بر عهده داشته و دارای آثار نوشتاری متعددی است.
2. سید محمّدکاظم مرعشی نجفی
3. سید محمّدجواد مرعشی نجفی از روحانیون حوزه علمیه قم که در ۳۱ اردیبهشت سال ۱۴۰۰ درگذشت.
4. سید امیرحسین مرعشی نجفی از روحانیون حوزه علمیه است.